# خطة ليبرمان
خطة ليبرمان، المعروفة أيضًا في إسرائيل باسم «خطة تبادل الأراضي المأهولة»، هي خطة تم اقتراحها في مايو 2004 من قبل أفيغدور ليبرمان زعيم حزب اسرائيل بيتنا لتبادل الأراضي المأهولة  –  المناطق التي يسكنها كل من العرب واليهود  –  بين إسرائيل والسلطة الفلسطينية.
يؤكد ليبرمان أنه يوجد صراع في كل مكان في العالم عندما يوجد شعبان بديانتين، ويلاحظ أن الوضع أسوأ في الصراع الإسرائيلي الفلسطيني حيث أنه ليس صراعًا دينيًا فحسب وإنما قوميًا أيضًا، ولذلك يستند الاقتراح على «الحد من النزاع» والتأكيد على أن الشعبين يمكن أن يعيشا معًا، لكن ليس من المنطقي أن يعيش المرء داخل الآخر، كما يصر ليبرمان على أنه من غير المنطقي إنشاء دولة فلسطينية ليس بدون شعب يهودي في حين تحولت إسرائيل إلى دولة مزدوجة السكان تضم أكثر من 20٪ من الأقليات.
بشكل عام، يعارض عرب الداخل الخطة ويعتقد الكثيرون أنها تشكل عنصرية، كما يعارضها اليسار الإسرائيلي أيضًا، كما شكك خبراء قانونيون في شرعية هذه الخطوة بموجب القانون الإسرائيلي والقانون الدولي.

## الخطة
تقترح خطة ليبرمان تبادلاً إقليمياً تقوم إسرائيل بموجبه بضم جميع المستوطنات الإسرائيلية تقريباً في الضفة الغربية التي تقع في تجمعات استيطانية كبيرة بالقرب من الحدود، وتنسحب من المناطق القليلة المتبقية في عمق الأراضي الفلسطينية، وتنتقل المناطق العربية الإسرائيلية إلى الدولة الفلسطينية، وبينما يوجد ثلاث مناطق عربية رئيسية في إسرائيل كلها مجاورة للضفة الغربية (الجليل الجنوبي والأوسط، والمنطقة الوسطى المعروفة باسم «المثلث»، ومنطقة البدو في الجزء الشمالي من صحراء النقب) فإن خطة ليبرمان تدعو للتنازل عن المثلث فقط[بحاجة لمصدر] مما سيفقد جميع سكان المثلث العرب لجنسيتهم الإسرائيلية، وستبقى الجالية الدرزية التي يؤيد قادتها إسرائيل بشكل كبير جزءًا من إسرائيل، يجب على جميع المواطنين الباقين، سواء كانوا من اليهود أو العرب، أن يقسموا يمين الولاء للدولة من أجل الحفاظ على جنسيتهم الإسرائيلية.
سوف تقلل الخطة من عدد السكان العرب في إسرائيل والسكان اليهود في الضفة الغربية، مما يخلق دولًا أكثر تجانسًا من الناحية العرقية دون أن يتحرك أحد من أرضه، وتتفاوت التقديرات المختلفة فيما يتعلق بعدد العرب حاملي الجنسية الإسرائيلية المتأثرين بالخطة بين 90٪ من العرب الإسرائيليين الحاليين في تقديرات ليبرمان إلى 11.8٪ (2.3٪ من إجمالي سكان إسرائيل) طبقاً دراسة قام بها معهد فلورشايمر للدراسات السياسية.

### حجة ليبرمان للخطة
حجة ليبرمان الرئيسية للخطة هي أنها ليست عملية نقل للسكان، حيث لا تدعو الخطة إلى أي إبعاد قسري لأي شخص من منزله، لكنها تعيد الخطة رسم الحدود بين المجتمعات الفلسطينية والإسرائيلية لجعلها أكثر تجانسًا (أي إعادة رسم المجتمعات العربية المجاورة لإدراجها في الأراضي الفلسطينية، بينما يتم إعادة رسم المناطق اليهودية القريبة لإدراجها في إسرائيل).
في سؤال وجواب مفتوح مع صحيفة هآرتس، أشار ليبرمان إلى أنه من الأهمية بمكان أن يكون لنا شريك في الجانب العربي وذكر أنه أبلغ خطته للفلسطينيين والدول العربية قبل نشرها في إسرائيل. أعلن ليبرمان عن اعتقاده بأن العالم العربي يدرك أن خطته ستكون في صالح المنطقة، وأشار إلى أنه لم تكن هناك إدانات من الفلسطينيين أو العالم العربي لهذه الخطة.

## استطلاع رأي سكان ام الفحم
وجد استطلاع رأي أجرته صحيفة كل العرب الاسبوعية عام 2000 في أم الفحم أن 83٪ عارضوا نقل بلدتهم إلى الحكم الفلسطيني، مع تأييد 11٪ فقط.
| استطلاع رأي بين سكان أم الفحم            | استطلاع رأي بين سكان أم الفحم            | استطلاع رأي بين سكان أم الفحم | استطلاع رأي بين سكان أم الفحم | استطلاع رأي بين سكان أم الفحم |
| ---------------------------------------- | ---------------------------------------- | ----------------------------- | ----------------------------- | ----------------------------- |
|                                          |                                          |                               |                               |                               |
| يفضلون الانضمام للدولة الفلسطينية        | يفضلون الانضمام للدولة الفلسطينية        |                               | 11%                           | 11%                           |
| يفضلون الاستمرار تحت الإدارة الإسرائيلية | يفضلون الاستمرار تحت الإدارة الإسرائيلية |                               | 83%                           | 83%                           |
| لم يبدوا رأيهم                           | لم يبدوا رأيهم                           |                               | 6%                            | 6%                            |
| المصدر : كل العرب، 2000                  |                                          |                               |                               |                               |

| معارضة المشاركين للانضمام للدولة الفلسطينية المستقبلية | معارضة المشاركين للانضمام للدولة الفلسطينية المستقبلية | معارضة المشاركين للانضمام للدولة الفلسطينية المستقبلية | معارضة المشاركين للانضمام للدولة الفلسطينية المستقبلية | معارضة المشاركين للانضمام للدولة الفلسطينية المستقبلية |
| ------------------------------------------------------ | ------------------------------------------------------ | ------------------------------------------------------ | ------------------------------------------------------ | ------------------------------------------------------ |
|                                                        |                                                        |                                                        |                                                        |                                                        |
| يفضلون البقاء في نظام ديمقراطي مع مستوى معيشة مرتفع    | يفضلون البقاء في نظام ديمقراطي مع مستوى معيشة مرتفع    |                                                        | 54%                                                    | 54%                                                    |
| راضون بالوضع الحالي                                    | راضون بالوضع الحالي                                    |                                                        | 18%                                                    | 18%                                                    |
| لا يريدون تقديم تضحيات من أجل دولة فلسطينية            | لا يريدون تقديم تضحيات من أجل دولة فلسطينية            |                                                        | 14%                                                    | 14%                                                    |
| لم يحددوا أسباب                                        | لم يحددوا أسباب                                        |                                                        | 11%                                                    | 11%                                                    |
| المصدر: كل العرب، 2000                                 |                                                        |                                                        |                                                        |                                                        |

## آراء الحركة الإسلامية
قال نائب رئيس الفرع الشمالي للحركة الإسلامية الشيخ كمال الخطيب عن خطة ليبرمان إن التبادل السكاني الوحيد المقبول بالنسبة له هو «عودة ليبرمان إلى بلاده روسيا التي وُلد فيها وعودة اللاجئين في سوريا ولبنان إلى وطنهم».

## قابلية التنفيذ
وفقًا لتيموثي ووترز، «الاعتراضات على إمكانية تنفيذ الخطة... لا يستند حقًا على الاعتقاد بأن النقل أمر مستحيل، لكن الاعتقاد بأنه أمر غير مرغوب فيه».
تتوافق الخطة مع الدعم المعمم داخل إسرائيل وخارجها لحل الدولتين، يسعى المؤيدون داخل إسرائيل إلى إقامة دولة ديمقراطية ويهودية، وهو ما ستحققه خطة ليبرمان، كما بالنسبة لأولئك الذين يعتقدون أن الحل الأمثل للصراع العربي الإسرائيلي سيكون فصل أكبر بين اليهود والعرب، فإن هذه الخطة ستحقق بالتأكيد مثل هذا الهدف. تقلل الخطة أيضًا من عدد سكان الأقلية في كل ولاية، والتي يمكن اعتبارها (في حالة أي أقلية) «غير جديرة بالثقة أو غير مرغوب فيها أو مزعزعة للاستقرار أو تخريبية أو ببساطة مختلفة». تخلق الخطة دولتين أكثر تجانسًا عرقيًا من الناحية الديموغرافية، ومن المحتمل أن تحقق الأهداف السياسية لكل من القيادة الفلسطينية والإسرائيلية. باختصار، وفقًا لوترز: «من المعقول تمامًا أن تسهم الخطة في السلام، إن كان يمكن تحقيق السلام من خلال فصل أكبر بين اليهود والفلسطينيين. هذا هو، بعد كل شيء، الافتراض الأساسي لجميع حلول الدولتين.»
ومع ذلك، فإن معظم الافتراضات حول جدوى الخطة بما فيها افتراضات ووترز، تفترض أن الخطة ستنتج عن اتفاق متعدد الأطراف، وفي الوقت الحاضر لا يبدو أن هناك دعمًا لها من شريك فلسطيني راغب، مما يقلل من احتمال نجاحها في تحقيق السلام.

## الشرعية
تنشأ العديد من قضايا الشرعية في إطار خطة ليبرمان: نقل الأراضي، وإلغاء جنسية شعب (أي العرب) - إما من خلال نقل الأراضي أو قسم الولاء، واكتساب أراضي جديدة (الكتل الاستيطانية في الضفة الغربية)، وكتب تيموثي ووترز أن الخطة يمكن تخيلها بشكل إبداعي على أنها انفصال - كما لو أن إسرائيل تنسحب عن حدودها الحالية إلى حدود أصغر حيث يكون لليهود أغلبية أكبر.

### نقل الأراضي
يعتبر نقل الأراضي بدلاً من نقل السكان بشكل عام قانونيًا بموجب القانون الدولي والإسرائيلي، ويتمثل ذلك في سابقة عام 1979 عندما وافقت إسرائيل على نقل صحراء سيناء في مقابل السلام مع مصر، والقضية التي تنشأ مع هذه الخطة هي نقل المناطق المأهولة بالسكان وإلغاء الجنسية لأولئك في المناطق المنقولة، وحتى هذا من حيث المبدأ يبدو قانونيًا بموجب القانون الدولي.

### إلغاء الجنسية عن طريق نقل الأراضي
جادل عدد من الخبراء القانونيين الذين حاورتهم الجيروساليم بوست عام 2006 بأن تجريد العرب الإسرائيليين من الجنسية كجزء من تبادل السكان والأراضي مع السلطة الفلسطينية «سوف يتعارض مع القانون الإسرائيلي والدولي»، وذكروا أن بإمكان إسرائيل أن تقرر أن «المثلث»، الذي يسكنه عرب إسرائيل في الغالب، لم يعد جزءًا من إسرائيل، لكنها لن تستطيع إلغاء جنسية الأشخاص الذين يعيشون هناك، إلا أن خبراء أخرين في نفس التقرير، بمن فيهم أستاذة القانون البرلماني والدستوري، سوزي نافوت ‏، قالوا أن مشروعية الخطة غير واضحة، وستحتاج على الأرجح إلى حكم من محكمة العدل العليا لتحديد مشروعيتها. ويرى المستشار القانوني لحزب إسرائيل بيتنا يوآف ماني أن الخطة قانونية و«قد تكون مقبولة ليس فقط في إسرائيل بل أيضا داخل المجتمع الدولي».
كتب تيموثي ووترز أن الخطة، خلافًا للعديد من الحجج، ليست نموذجًا للتطهير العرقي أو الفصل العنصري لأنها لا تنقل أي عربي من أرضه، وأن الدول لها الحق في نقل (أو الانسحاب من) الأراضي، حتى ضد رغبات السكان، أو إلغاء جنسيتهم. تدعو خطة ليبرمان العرب الإسرائيليين المتأثرين بها إلى أن يصبحوا مواطنين فلسطينيين وليسوا عديمي الجنسية، وبالتالي لا ينتهكون اتفاقية الحد من حالات انعدام الجنسية لعام 1961. يجادل ووترز أيضًا بأنه على الرغم من أن الدولة لا يمكنها تجريد مجموعة عرقية بأكملها من جنسيتها، إلا أنها قد تمارس بعض أشكال التمييز العرقي «لأن العرق يلعب دوراً مقبولاً في بناء الجنسية»، ويشير إلى طرد السنغاليين السود من موريتانيا، وتجريد المسلمين الشماليين من مواطنتهم من قبل كوت ديفوار، ونزع الجنسية عن الألمان من تشيكوسلوفاكيا (تم إقرار شرعيتها لاحقًا في المحاكم). يجادل ووترز أيضًا بأنه على الرغم من أن نقل العرب الإسرائيليين إلى دولة فلسطينية سيضر بمصالحهم (مثل خفض مستوى المعيشة) إلا أن هذا لا ينتهك أيًا من حقوقهم الإنسانية.
رغم أن هناك سوابق دولية لفكرة تبادل الأراضي المأهولة، ويبدو موقف أن القانون الدولي إيجابي، إلا أنه لا توجد سابقة في القانون الإسرائيلي. يميل الخبراء إلى الاتفاق على أن الخطة - في أحسن الأحوال - مشكوك فيها بموجب القانون الإسرائيلي، لا يوجد حاليًا قانون إسرائيلي يتعامل مع هذه القضية، ما سيتعين على الكنيست سن تشريعات من أجل تنفيذ الخطة وستحكم محكمة العدل العليا في مشروعيتها، من غير المحتمل أن يسمح القانون الدولي أو الإسرائيلي بإلغاء الجنسية دون اتفاق ثنائي مع السلطة الفلسطينية.

### إلغاء الجنسية من خلال قسم الجنسية
يمكن للأفراد الذين يفضلون البقاء في إسرائيل بدلاً من أن يصبحوا مواطنين في دولة فلسطينية الانتقال إلى إسرائيل، وسيُطلب من جميع مواطني إسرائيل أن يقسموا قسم الولاء للاحتفاظ بالجنسية، ويمكن لأولئك الذين يرفضون البقاء في إسرائيل كمقيمين دائمين، ينطبق قسم الولاء على جميع المواطنين بغض النظر عن العرق. وفقا لتيموثي ووترز «ينتهك يمين الولاء بشكل شبه مؤكد ينتهك القانون الدولي»، والأساس المنطقي على ذلك هو أن القانون الدولي يرى أن المواطنة حق تلقائي. علاوة على ذلك، فإن أولئك الذين يرفضون أداء اليمين سيكونون عديمي الجنسية، على عكس أولئك الذين يتم نقلهم بموجب جزء تبادل السكان في الخطة.

### ضم مستوطنات الضفة الغربية
كتب تيموثي ووترز أنه بينما يحق لإسرائيل أن تنسحب بشكل أحادي من حدودها من الأراضي العربية، إلا أنها لا تستطيع الاستيلاء بشكل أحادي على أراضي الضفة الغربية (لا سيما المستوطنات الإسرائيلية هناك)، وفي حين أنه من المشروع لفلسطين ذات السيادة أن تنقل الأرض إلى السيطرة الإسرائيلية، فإن فلسطين لن تكون ملزمة بذلك. يعتمد ووتر على هذا القول بأن الضفة الغربية، بما فيها القدس الشرقية، تشكل أرضًا محتلة.

## انتقادات

### انتقادات أخلاقية
تركز معظم انتقادات الخطة على عدم الرغبة في الانفصال مقابل عدم جدواها. انتقد العديد من المواطنين العرب في إسرائيل الخطة باعتبارها عنصرية ويعارضونها بشكل عام، ورغم أن الخطة لن تتطلب منهم مغادرة منازلهم، إلا أن العرب في الداخل يجادلون بأنهم مواطنون في المنطقة ويصرون على أنهم كمواطنين إسرائيليين، يستحقون حقوقًا متساوية داخل الدولة، ويجب ألا يتم تمييزهم بخلفية عرقية أو دينية. تشير استطلاعات الرأي المختلفة إلى أن العرب في إسرائيل بشكل عام لا يرغبون في الانتقال إلى الضفة الغربية أو غزة إذا تم إنشاء دولة فلسطينية هناك.
وقد عارض العديد من المعلقين اليساريين الإسرائيليين الخطة، وجادل النقاد اليهود المتعاطفون مع فكرة تبادل الأراضي المأهولة بالسكان بأنه من الأفضل القيام بذلك كجزء من اتفاق سلام شامل، يشيرون إلى أنه بينما سيظل مسموحًا للعرب بموجب الخطة بالاحتفاظ بالجنسية الإسرائيلية إذا ما أقسموا بالولاء، فإنه لا توجد إمكانية مشتركة.
قال عكيفا الدار ‏ من صحيفة هآرتس أن الخطة تقوض «الأسس الأخلاقية العالية لإسرائيل»، وقد ذكرت صحيفة هاآرتس أن الخطة «ليست سوى عبوة مهذبة لا تنجح في إخفاء تطلعاتها الحقيقية: نزع الشرعية عن جميع المواطنين العرب في إسرائيل».
كتب دانييل غورديس ‏ أن تنفيذ الخطة سيكون محبطًا للغاية لأولئك العرب الذين لن تتم إزالتهم وقد يعطونهم شعورًا بأن إسرائيل لا تريدهم. قال جوردس إن هذا قد يعيق أي محاولة لبناء علاقات أفضل مع المجتمع العربي الإسرائيلي. ومع ذلك، فقد اعترف بأنهم ربما يعتقدون بالفعل أن إسرائيل لا تريدهم ومن غير المرجح أن يتقبلوا إسرائيل كدولة يهودية، وأن إسرائيل لا تفعل شيئًا يقنعهم بخلاف ذلك.

### انتقادات إستراتيجية
عبر معلقون آخرون مؤيدون للعرب عن شكوكهم في أن مثل هذا النقل للأراضي والسكان سيؤدي إلى انسحاب المستوطنين الإسرائيليين، وبالتالي جنود الجيش الإسرائيلي، من مناطق الإقامة الإسرائيلية في الدولة الفلسطينية المتصورة عند ليبرمان، كما يوجد مصدر قلق آخر هو أن المناطق الإسرائيلية داخل الضفة الغربية ستتعرض لخطر أمني، مما يعرض الجيش الإسرائيلي لخطر كبير للدفاع عنها.